# Tojaru
Der Tojaru, auch Tidjarroe oder Todjarroe genannt, ist ein Speer aus Indonesien.

## Beschreibung
Der Toraju hat eine zweischneidige, blattförmige Klinge. Die Klinge ist mit einer Tülle am Schaft befestigt. Am hinteren Ende des Schaftes ist eine arttypische Verzierung (indon. Banranga oder Banrangang) angebracht. Sie besteht aus einem langgezogenen Büschel aus Pferde-, Ziegenbockhaar oder Hahnenfedern. Zum Speer gehört eine Schutzhülle aus Bambus, mit der die Haar- oder Federbüschel abgedeckt werden können. Diese Hülle (indon. Sepu-Banranga, Sampu-Banranga oder auch Purukang-Barangang) wird über die Dekoration gezogen und am Schaftende mit einem kurzen, hohlen Holzteil fixiert. Die Montierung des Speeres wird "Pando" genannt. Der Tojaru wird von Ethnien in Indonesien benutzt.